# جورج بيفان
جورج ديفيد بيفان (من مواليد 12 يناير 1990) هو لاعب كرة قدم إنجليزي يلعب كمدافع لفريق تون بريدج أنغيلز في القسم الأول للدوري البرزخ.